# Peugeot EX3
El Peugeot EX3 fue un coche de carreras construido por el fabricante de automóviles francés Peugeot hacia 1912–1914. Propulsado por un motor de cuatro cilindros en línea de 5,5 litros de desplazamiento, ganó la Copa Vanderbilt de 1915 disputada en San Francisco (California) y el Gran Premio de los Estados Unidos con el piloto angloitaliano Dario Resta al volante.

## Características
El Peugeot EX3 tenía un motor de cuatro cilindros con un diámetro de 3,9 plg (9,9 centímetros) y una carrera de 7,1 plg (18,0 centímetros), para un desplazamiento total de 5571 cc (340 pulgadas cúbicas). El diseño de precisión incluía un solo bloque de hierro y una cabeza integrada, a diferencia de lo usual hasta entonces,  cuando se fundían los cilindros por separado o en pares. El cárter estaba hecho de aluminio, un nuevo avance en aquella época.
El diseño del chasis también se consideró de vanguardia. Las características clave incluyeron ruedas de alambre livianas y una innovación llamada bujes de "brida integral" para lograr nuevos niveles de eficiencia en el servicio rápido para cambios de ruedas. Al igual que su predecesor, el L76, el EX3 fue admirado por su carrocería aerodinámica y su larga cola, que contribuía a estabilizar el coche a altas velocidades.

## Historia
En la década de 1910, Peugeot se había convertido en un fabricante de automóviles de primer nivel, con una gran presencia en todo tipo de pruebas deportivas. Su modelo L76 ganó el Gran Premio de Francia en 1912 y las 500 Millas de Indianápolis en 1913, adjudicándose de nuevo el Gran Premio de Francia de 1913 con el nuevo modelo EX3.
El importador de Peugeot, Alfonse Kaufman, envió un EX3 a los Estados Unidos para Dario Resta, muy conocido en Europa pero no tanto en América. El auto fue revisado por el genio mecánico californiano, Harry Miller, cuyos coches dominarían las 500 Millas de Indianápolis y otras carreras estadounidenses durante los años 1920 y 1930. La preparación del automóvil continuó hasta el Gran Premio de Estados Unidos, carrera en la que el coche se presentó sin la capa final de pintura, dejando a la vista la imprimación blanca.
El EX3, con Resta al volante, ganó la Copa Vanderbilt de 1915 y el Gran Premio de los Estados Unidos. Esta racha de éxitos se vio truncada con la aparición del Peugeot EX5, que fue conducido por Dario Resta durante gran parte de la temporada de 1915 y también de la de 1916.

## Imágenes
Fotografías del EX3 que compitió en las 500 Millas de Indianápolis de 1914 con Georges Boillot  al volante:
|  |  |  |